# Аарън Уолф
Аарън Филип Уолф (на японски: ウルフ・アロン) е японски състезател по джудо. Роден в Шин-Коива, Япония. Олимпийски шампион и сребърен медалист на Токио (2020)

## Участия на Олимпиади
| Олимпиада     | Дисциплина       | Място |
| ------------- | ---------------- | ----- |
| Лондон (2012) | до 100 кг.       |       |
| Токио (2020)  | отборно, смесени |       |